# Tinea caducella
Tinea caducella är en fjärilsart som beskrevs av Philipp Christoph Zeller 1877. Tinea caducella ingår i släktet Tinea och familjen äkta malar.
Artens utbredningsområde är Panama. Inga underarter finns listade i Catalogue of Life.